# Търсене на дом по света
„Търсене на дом по света“ (на английски: House Hunters) е американска реалити-телевизионна серия, която в България се излъчва по Травъл ченъл.

## Сюжет
Търсене на дом по света помага на личности, двойки или семейства, търсещи нов дом, с помощта на агент по недвижими имоти. Във всеки епизод купувачите трябва да решат между три имота, като в крайна сметка избират един преди края на епизода. Шоуто завършва с бъдещето на купувачите в новия си дом няколко седмици или месеци по-късно, където описват промените, които са направили, и ефекта, който новия дом е оказал върху живота им.
Въпреки че телевизионният формат е този на шоуто за реалност, производителите обикновено наемат купувачи, които вече са избрали някоя от къщите, които са включени в епизода. Един от участниците в шоуто заявява: „Шоуто не е истинско шоу, но трябва да притежавате къщата, която се събира в края на шоуто, но другите къщи в шоуто са всъщност и другите къщи, които смятахме да купим.“ Директорът на мрежата на шоуто по онова време, Брайън Балтазар, признава, че за създаването на епизод се изисква известно предварително познаване на закупения дом.
На отговор на въпроси относно истинността на шоуто, публицистът на шоуто каза:
„Ние правим телевизионно шоу, затова управляваме определени производствени и времеви ограничения, като по този начин удовлетворяваме процеса на покупка на къща. За да увеличим максимално времетраенето на епизодите, ние търсим семейства, които са доста далеч в процеса на избиране. Можем да очакваме, затова се връщаме и преглеждаме някои от домовете, които семейството вече е видяло, и ние улавяме автентичните им реакции.“
В ранните сезони на поредицата цените и местоположенията никога не се споменаваха. Зрителната аудитория вече е известна на мястото, където се намира всеки имот, заедно със сумата, която се изисква и плаща за всеки имот.

## История
Сериалът първоначално на англиски в е бил излъчван на екран и разказан от Сузане Уанг. През 2008 г. шоуто бе разказано от Колет Уитакър. Сегашният разказвач Андромеда Дънкър започва изказването си през 2009 г., но не се появява на екрана.

## Маркетинг и растеж
Статия от 2015 г. във „Вашингтон пост“ посочва, че сериите „Милкеоаст“ и „гордост“ са „една от най-невероятните и неудържими джуджета на телевизията“, която непрекъснато привлича 25 милиона зрители месечно, почти цялата домашна телевизия.
26-те първи епизоди на шоуто (1999) са се увеличили до 447 нови епизода през 2015 г., като броят на новите епизоди се утроява между пика на реалния балон през 2005 г. и края на Голямата рецесия през 2009 г. Към 2016 г. петнадесет камерни екипажа записвали нови епизоди в САЩ по всяко време, а други 25 екипа от директори, началници на камери, звукови техници и местни фиксатори, създаващи House Hunters International епизоди.
Средният епизод се заснема за три дни и струва малка част от сумата от 2 до 4 милиона долара, която обикновено се изразходва за телевизионна драма с продължителност от един час. Оценките на шоуто и „безопасна предсказуемост“ привличат рекламодатели, особено тези, които са насочени към собствениците на жилища. Маркетинговите техники включват епизоди за позициониране на продукти и теми, свързани със спонсорите.

## Различни варианти на предаването в САЩ
- House Hunters International е първата серия Spinoff House Hunters. Разполага със същия разказвач, но шоуто се фокусира върху имоти по целия свят. Обикновено тя включва отделна, двойка, двойка или семейство, които се преместват от Съединените щати или Канада в друга държава (предимно в Европа, Азия, Централна Америка или Южна Америка) с различен език и култура, както за пенсиониране, така и за почивка Къща, образование или възможности за работа.
- House Hunters on Vacation е вторият сериал на Търсене на дом по света. Вместо да представят същите разказвачи като другите две серии, това шоу се води от Таня Наяк. Семействата имат възможност да останат в почивен дом за една седмица. Всеки епизод има купувачи на жилища, които избират кои от три имота биха искали най-много да останат за седмичната си почивка (която се заплаща от HGTV).
- House Hunters: Къде са те сега се фокусира върху хора, които преди това са закупили домове на House Hunters. Те обикновено се посещават 6 – 12 месеца след първоначалното заснемане и показват как са се заселили.
- House Hunters Renovation е едночасов шоу, за разлика от типичните 30-минутни епизоди. Първите 30 минути се изразходват в типичен начин, търсейки дома и след това решават между три домове. Второто полувреме се изразходва след купувача чрез ремонтите, които те правят на домовете си.
- „House Hunters International Renovation“ се сливат заедно с още два шпионажа, като възприемат оригиналната концепция за обновяване по целия свят.
- House Hunters: Домове за милиони долари пресича международните граници, които разследват разточителни имоти. Това шоу се фокусира върху хората, които искат да похарчат над един милион щатски долара (или местния еквивалент) в дома си на мечти. Това не е изброено като отделна серия от HGTV, а е предназначено за няколко случайни епизода в няколко различни морета